# Зерновое (Сакский район)
Зерново́е (укр. Зернове, крымскотат. Zernovoye, Зерновое) — село в Сакском районе Республики Крым, центр Зерновского сельского поселения (согласно административно-территориальному делению Украины — Зерновского сельского совета Автономной Республики Крым).

## Население
| 2001 | 2014 |
| ---- | ---- |
| 1206 | ↘944 |

### Динамика численности
- 1989 год — 1061 чел.[9]
- 2001 год — 1206 чел.[10]
- 2009 год — 1085 чел.[11]
- 2014 год — 944 чел.[12]

## Современное состояние
На 2016 год в Зерновом 10 улиц и 1 переулок; на 2009 год, по данным сельсовета, село занимало площадь 142,9 гектара, на которой в 398 дворах числилось 1085 жителей. В селе действуют средняя общеобразовательная школа, детский сад «Зёрнышко», дом культуры, библиотека, фельдшерско-акушерский пункт, церковь святителя Игнатия (Брянчанинова), мечеть. Зерновое связано автобусным сообщением с Саками.

## География
Зерновое — село на северо-востоке района, в степной зоне Крыма, у границы с Красногвардейским районом, высота центра села над уровнем моря — 85 м. Соседние сёла: Симоненко Красногвардейского района в 1,5 км на восток и Водопойное — в 5 км на северо-запад. Расстояние до райцентра — около 37 километров, ближайшая железнодорожная станция Яркая в 18 км (на линии Остряково — Евпатория). Расстояние до райцентра около 37 километров (по шоссе). Транспортное сообщение осуществляется по региональной автодороге 35Н-488 от Сак до шоссе 35К-001 Красноперекопск — Симферополь (по украинской классификации С-0-11241).

## История
Впервые в исторических документах селение на месте современного Зернового под названием «совхоз Крымский» встречается на двухкилометровке РККА 1942 года. Более раннее упоминание "Крымского зерносовхоза" имеет место в постановлении Крымского Областного Комитета ВКП(б) от 16 сентября 1935 года. Время присвоения современного названия пока не установлено (как и образования сельсовета): на 15 июня 1960 года село числилось в составе Крымского сельского совета Симферопольского района. На 1 января 1968 года село, вместе с тем же советом, в Сакском районе, как и согласно аналогичному справочнику 1977 года. По данным переписи 1989 года в селе проживал 1061 человек. С 12 февраля 1991 года село в восстановленной Крымской АССР, 26 февраля 1992 года переименованной в Автономную Республику Крым. С 21 марта 2014 года в составе Крыма аннексировано Россией.
Прежнее название села Якубовка, указанное на «карте Крыма с названиями исчезнувших и переименованных городов и поселков» более никакими доступными источниками пока не подтверждено.